# Synothele parifusca
Synothele parifusca is een spinnensoort uit de familie Barychelidae. De soort komt voor in West-Australië.